# Damián Reca
Damián Miguel Reca (La Plata, 1894 - Buenos Aires, 4 de mayo de 1937) fue un ajedrecista argentino, primer campeón nacional.

## Resultados destacados en competición
Fue cuatro veces campeón argentino, en 1921, 1923, 1924 y 1925.
Fue subcampeón del II Torneo Sudamericano en Montevideo en 1925, ganado por Luis Palau.
Representó a Argentina en dos Olimpíadas de ajedrez: en París 1924, donde empató la 8.ª-13.ª posición en la Copa de Consolación, que ganó Karel Hromádka en la primera Olimpíada no oficial de ajedrez, y en La Haya 1928, donde tuvo un resultado de (+4 -5 = 4).

## Libros
Damián Reca escribió el siguiente libro sobre ajedrez:
- Caro-Kann, editorial Grabo, Buenos Aires, año 1948, en colaboración con Juan Iliesco.